# Laguna del Otún
La laguna del Otún est un petit lac situé en Colombie, dans l'est du département de Risaralda.

## Géographie
La laguna del Otún est située dans la cordillère Centrale des Andes colombienne, à une altitude de 3 900 mètres. Elle s'étend sur 1,5 km2 dans la municipalité de Santa Rosa de Cabal, à l'est du département de Risaralda. 
La laguna del Otún a une origine glaciaire et est alimentée par les eaux de fonte du Nevado Santa Isabel. Elle est la source du río Otún, qui baigne les villes de Pereira et Dosquebradas.

## Biodiversité

### Protection
La laguna del Otún est protégée au sein du parc national naturel de Los Nevados depuis 1973. 

### Faune
La laguna del Otún est un important lieu de reproduction pour de nombreuses espèces d'oiseaux menacées, telles la merganette des torrents (Merganetta armata columbiana), l'érismature rousse (Oxyura jamaicensis andina), la sarcelle tachetée (Anas flavirostris andium) ou la bécassine des paramos (Gallinago jamesoni).
La laguna del Otún comprend une forte population de truites arc-en-ciel, introduites pour la pêche récréative.

### Flore

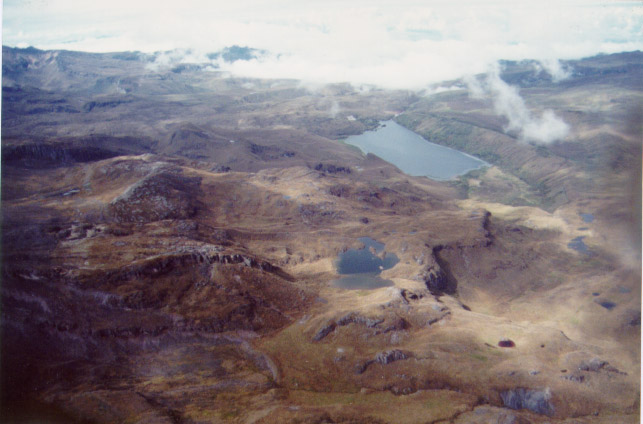
Vue aérienne.